# Zobowiązanie solidarne
Zobowiązanie solidarne – rodzaj zobowiązania. Charakteryzuje się tym, że:
- po stronie uprawnionej lub zobowiązanej występuje więcej niż jedna osoba,
- jego przedmiotem jest tylko jedno świadczenie, którego spełnienie powoduje wygaśnięcie całego zobowiązania solidarnego.

O zobowiązaniach solidarnych stanowią przepisy art. 366–378 Kodeksu cywilnego.

## Solidarność dłużników (bierna)
(niem. gesamtschuldnerische Haftung, ang. joint and several liability)
Po stronie dłużników występuje kilka osób zobowiązanych wobec jednego wierzyciela, który może wedle własnego wyboru żądać wykonania zobowiązania w całości lub w części od wszystkich dłużników łącznie, od kilku z nich lub od każdego z osobna.
Spełnienie świadczenia przez któregokolwiek z dłużników zwalnia z długu pozostałych. Ten, kto spełnił świadczenie, może jednak domagać się od pozostałych współdłużników zwrotu w częściach równych przypadających na nich części (roszczenie zwrotne), chyba że co innego wynika z umowy lub innego stosunku prawnego istniejącego między współdłużnikami.
Źródłem solidarności biernej może być ustawa lub czynność prawna.

## Solidarność wierzycieli (czynna)
Po stronie wierzycieli występuje kilka osób uprawnionych do przyjęcia świadczenia od jednego dłużnika, który może wedle własnego wyboru spełnić świadczenie do rąk któregokolwiek z nich, przez co zwolni się z długu wobec pozostałych. Jednakże po wytoczeniu powództwa przez jednego z wierzycieli dłużnik powinien spełnić świadczenie właśnie jemu.
Źródłem solidarności czynnej może być tylko czynność prawna.

## Solidarność niewłaściwa (odpowiedzialnośćin solidum)
Ten rodzaj zobowiązania zbliżony jest do solidarności biernej, ponieważ po stronie zobowiązanej występuje kilku dłużników. Cechą odróżniającą jest brak wspólnego przepisu ustawy lub jednej czynności prawnej kreujących taką formę odpowiedzialności. Każdy z dłużników odpowiada na innej podstawie prawnej, natomiast za tym, by wierzyciel otrzymał tylko jedno świadczenie, przemawiają względy słuszności.
Solidarność niewłaściwa może przykładowo pojawić się, gdy właściciel roweru użyczy go swemu koledze, a ten poprzez swoje niedbalstwo dopuści do jego kradzieży. Obowiązek odszkodowawczy w takiej sytuacji wobec właściciela roweru ciąży zarówno na koledze, jak i na złodzieju. Zapłata odszkodowania przez jednego z nich zwalnia drugiego od odpowiedzialności.
Sąd Najwyższy stwierdził, iż stosowanie art. 376 k.c. (regres między współdłużnikami) przez analogię jest wyłączone, gdy jeden ze współdłużników in solidum odpowiada z tytułu niewykonania lub nienależytego wykonania zobowiązania (odpowiedzialność ex contractu), a drugi – z tytułu czynu niedozwolonego (odpowiedzialność ex delicto).